# NGC 7745
NGC 7745 is een elliptisch sterrenstelsel in het sterrenbeeld Pegasus. Het hemelobject werd op 6 september 1863 ontdekt door de Duitse astronoom Albert Marth.

## Synoniemen
- MCG 4-56-4
- NPM1G +25.0547
- PGC 72299